# Armand Dehorne
Armand Dehorne, né à Vieux-Mesnil 24 avril 1882 et mort le 22 avril 1974 à Lille, est professeur de biologie marine et de zoologie à la Faculté des sciences de Lille et un poète.

## Biographie
Après sa licence à la Faculté des Sciences de Lille, il devient assistant en 1903. Élève d’Alphonse Malaquin, il soutient sa thèse à la Faculté de Paris en 1911. En 1914, Il est mobilisé et ira sur le front. En 1916, affecté comme biologiste, il participe à la mise au point d'un vaccin contre la gangrène.
De retour à la vie civile, il devient de Maitre de conférences en 1919, puis Professeur en 1922. Il sera titularisé dans la chaire d'Histologie et de Biologie marine (1925-1937) puis dans celle de Zoologie générale et appliquée, de 1937 à sa retraite en 1952. Maxime Lamotte lui succède à la chaire de zoologie.
Il est conservateur du Musée d'Histoire Naturelle de Lille de 1949 à 1961.
En 1912, Il épouse Charlotte (Lota) Ruderman une étudiante polonaise née en 1884. En 1911, celle-ci soutient une thèse de Zoologie à l'Université de Lille intitulée Recherches sur Ephesia Gracilis Rathke : morphologie, anatomie, histologie. Charlotte meurt d'une leucémie en 1926.
En parallèle de son travail académique, il publie des poèmes de 1927 à 1938. Ils seront réédités en 1975, puis en 1984.

## Travaux scientifiques
- Recherches sur la division de la cellule : Homéotypie et hétérotypie chez les annélides polychètes et les trématodes, Thèse de doctorat en sciences naturelles : Faculté des sciences de Paris, 1911[6].
- Histolyse et Phagocytose musculaires dans le coelome des Néréides à maturité sexuelle, Comptes rendus hebdomadaires des séances de l’Académie des sciences, tome 174, 1922, page 1043
- Aspects du chondriome de "Stylaria lacustris", Lierre, 1925[7]
- La Schizométamérie et les segments tétragemmes de "Dodecaceria Caulleryi", Paris, Laboratoire d'évolution des êtres organisés, 1933[8]

## Œuvres littéraires
- Nord : poèmes, Mercure de Flandre, Lille, 1927
- Routes : poèmes Mercure de Flandre, Lille, 1927
- Dynamique des orchestrions : poèmes, Mercure de Flandre, Lille, 1927
- Sans éveiller personne, Abbeville, imprimerie F. Paillart, 1938

## Liens Externes
- Ressource relative à la recherche :   - International Plant Names Index
- Notices d'autorité :   - VIAF
  - ISNI
  - BnF (données)
  - IdRef
  - LCCN
  - WorldCat